# Jean Borthayre
Jean Borthayre est un baryton français né le 25 mai 1901 à Musculdy (Pyrénées-Atlantiques) et mort le 25 avril 1984 à Montmorency associé principalement au répertoire d'opéra français et italien.

## Carrière
Chanteur autodidacte, Jean Borthayre commence sa carrière comme soliste dans un chœur basque lors d'une tournée en Europe. Vers 1936, il étudie avec sa femme Marie-Louise, fille de la basse Louis Azéma. Il fait ses véritables débuts en 1941 au théâtre du Capitole de Toulouse, où il travaille jusqu'en 1945, avec le rôle d'Hérode dans Hérodiade de Massenet.
Après la guerre, il commence à chanter dans les maisons d'opéra à travers la France : Bordeaux, Marseille, Strasbourg, etc. En 1951, il débute à la fois à l'Opéra de Paris et à l'Opéra-Comique dans les rôles, respectivement, de Valentin du Faust de Gounod et Zurga des Pêcheurs de perles de Bizet. Il chante dans ces deux théâtres jusqu'en 1968.
Travaillant essentiellement en France, chantant peu à l'étranger, Jean Borthayre est devenu le symbole du « style français » grâce à sa diction impeccable et à son raffinement musical. Il a également connu un succès considérable avec les rôles de baryton verdien comme Rigoletto, Germont, Renato, etc. alors chantés en français. 
Il a enregistré Les Pêcheurs de perles avec Mattiwilda Dobbs, Lakmé avec Mado Robin, Faust et Manon  avec Victoria de Los Angeles.

### Sources
- Guide de l'opéra, Roland Mancini et Jean-Jacques Rouvereux, Fayard, coll. Les indispensables de la musique, Paris, 1986  (ISBN 2-213-59567-4).